# While the City Sleeps, We Rule the Streets
While the City Sleeps, We Rule the Streets är musikgruppen Cobra Starships debutalbum. Det gavs ut den 10 oktober 2006 i USA och den 17 oktober 2006 i Kanada. Albumet släpptes bara en dag före frontmannen Gabe Saportas födelsedag.

## Låtlista
Alla låtar är skrivna av Gabe Saporta tillsammans med Dave Katz and Sam Hollander, utom där det är noterat.
1. "Being from Jersey Means Never Having to Say You're Sorry" - 2:06
2. "Send My Love to the Dancefloor, I'll See You in Hell (Hey Mister DJ)" - 3:48
3. "The Church of Hot Addiction" - 3:40
4. "The Kids Are All F***ed Up" - 4:15
5. "It's Warmer in the Basement" - 2:57
6. "Keep It Simple" (Saporta/Ted Leo) - 4:10
7. "It's Amateur Night at the Apollo Creed!" - 3:08
8. "Snakes on a Plane (Bring It)" (Saporta/Beckett/Katz/Hollander/McCoy) - 3:19
9. "The Ballad of Big Poppa and Diamond Girl" 3:27
10. "Pop-punk Is Sooooo '05" - 3:01
11. "You Can't Be Missed If You Never Go Away" - 3:21

## Singlar
- "Snakes on a Plane (Bring It)"
- "The Church of Hot Addiction"
- "Send My Love to the Dancefloor, I'll See You in Hell (Hey Mister DJ)"